# Xamtanga jezik
Xamtanga jezik (agawinya, khamtanga, simt’anga, xamir, xamta; ISO 639-3: xan), afrazijski jezik centralnokušitske skupine, kojim govori 143 000 ljudi (1994 census) u regiji (kilil) Amhara. Od ovog broja 93 889 je monoligualnih, dok etnička populacija Xamira iznosi 158 231 (1994 popis).
Piše se etiopskim pismom.

## Vanjske poveznice
- Ethnologue (14th)
- Ethnologue (15th)